# Salpeterkrigen
Salpeterkrigen eller Stillehavskrigen (1879-1884) blev udkæmpet mellem Chile på den ene side og Bolivia og Peru på den anden. Krigen blev udkæmpet for at få kontrol over rige mineralressourcer, primært salpeter/nitrat i form af guano (fuglemøg) på øerne ud for kysten. Resultatet af krigen blev at Chile erobrede departementet Tarapacá i Peru og provinsen Litoral i Bolivia. Det sidste gjorde, at Bolivia blev en indlandsstat.